# Église Saint-Gabriel de Bočar
Pour les articles homonymes, voir Église Saint-Gabriel.
L'église Saint-Gabriel de Bočar (en serbe cyrillique : Црква Арханђела Гаврила у Бочару ; en serbe latin : Crkva Arhanđela Gavrila u Bočaru) est une église orthodoxe serbe située à Bočar, dans la province autonome de Voïvodine, dans la municipalité de Novi Bečej et dans le district du Banat central en Serbie. Elle est inscrite sur la liste des monuments culturels de grande importance de la république de Serbie (identifiant no SK 1130).

## Présentation

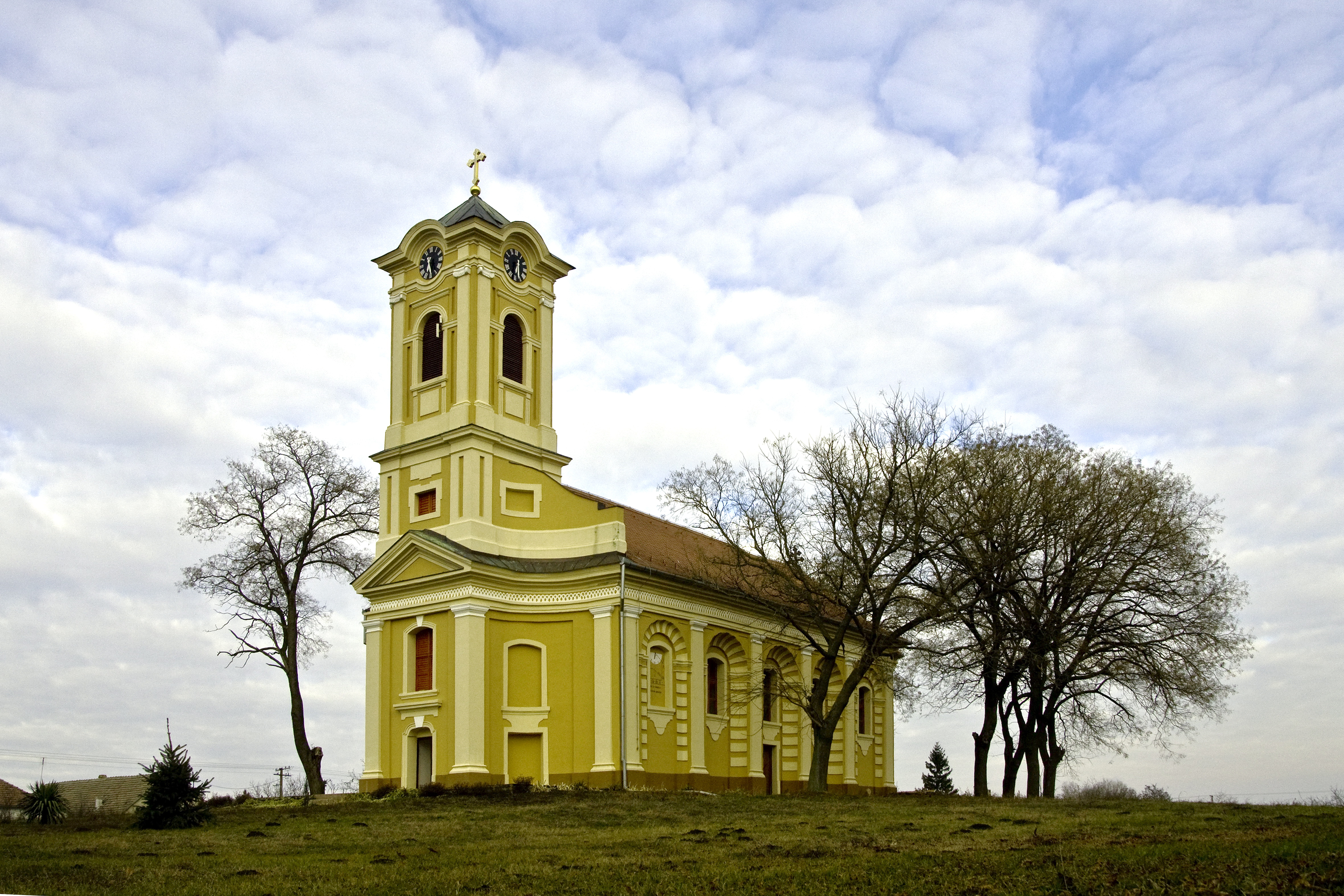
Autre vue de l'église.

L'église de Bočar, située au centre du village, a été construite en 1814 dans un style classicisant,.
Elle est constituée d'une nef unique prolongée par une abside à cinq pans. La façade occidentale est décorée d'un tympan triangulaire et de deux ailes incurvées ; elle est dominée par un clocher de deux étages,,. Les façades latérales disposent d'ouvertures englobées dans des structures en arches relativement profondes. Sur toutes les façades la verticalité est accentuée par des pilastres d'encadrement dotés de chapiteaux adoptant une forme ionique aux étages supérieurs et l'horizontalité par des corniches moulurées courant notamment au-dessous du toit,. L'intérieur est constitué d'une voûte en berceau reposant sur des arcs.
L'iconostase de l'église a été achetée en 1826 à Vranje ; les peintures rococo et les sculptures, qui datent du XVIIIe siècle, sont l'œuvre d'artistes inconnus,,.
L'église a été entièrement restaurée en 2007-2008 à l'instigation de l'Institut pour la protection du patrimoine de Zrenjanin,.

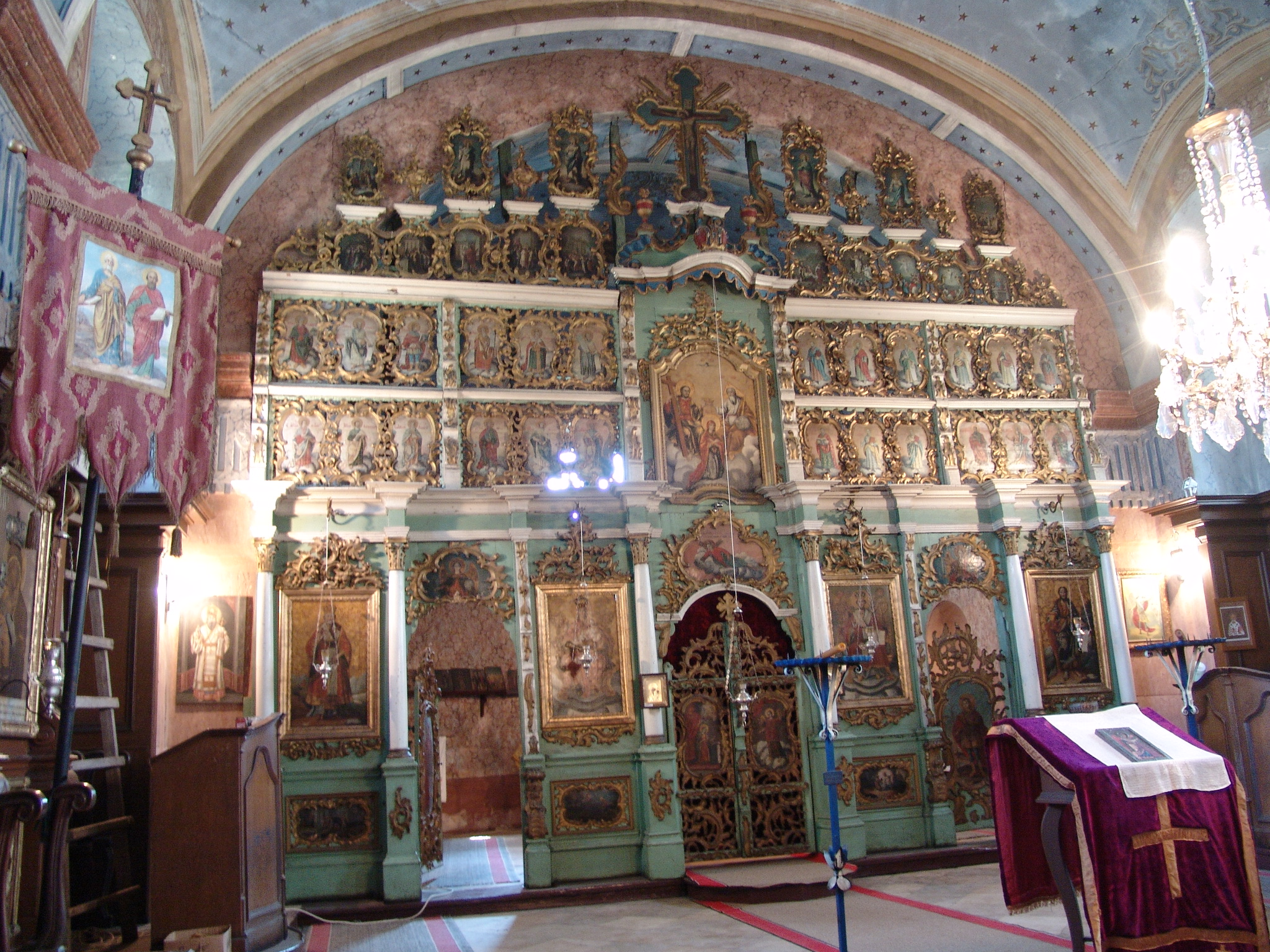
L'iconostase de l'église.